# Gill Marcus
Gill Marcus (* 10. August 1949 in Johannesburg) ist eine ehemalige südafrikanische Politikerin. Zwischen 2009 und 2014 war die Wirtschaftswissenschaftlerin als erste Frau Gouverneurin der South African Reserve Bank.

## Werdegang
Marcus wuchs als Nachfahrin jüdischer Immigranten aus Litauen in Südafrika auf, ging aber 1969 mit ihren in der South African Communist Party engagierten Eltern und den Geschwistern ins Exil. An der Fernuniversität Universität von Südafrika graduierte sie im Vereinigten Königreich lebend 1976 als Bachelor of Commerce in Wirtschaftspsychologie. Während dieser Zeit begann sie sich ebenfalls in der South African Communist Party sowie im African National Congress zu engagieren.
1990 kehrte Marcus nach Aufhebung des ANC-Verbots nach Südafrika zurück und gehörte 1994 zu den Abgeordneten der erstmals gewählten Nationalversammlung. Zwischen 1996 und 1999 gehörte sie unter Nelson Mandela der Regierung an, dabei war sie stellvertretende Finanzministerin unter Trevor Manuel. 1999 wechselte sie als Stellvertreterin von Gouverneur Tito Mboweni zur South African Reserve Bank. Aufgrund persönlicher Differenzen mit Mboweni verließ sie 2004 die Institution. Zunächst lehrte sie anschließend als Professorin für Leadership und Gender Studies am Gordon Institute of Business Science der Universität Pretoria, ehe sie in die Privatwirtschaft wechselte. Nach verschiedenen Rollen übernahm sie 2007 die Aufgaben des Chairs des Finanzdienstleisters Absa Group. Im Sommer 2009 verpflichtete Jacob Zuma sie als Nachfolgerin Mbowenis, im November des Jahres trat sie ihr Amt an. Nach Ende der fünfjährigen Amtszeit verzichtete sie auf eine Verlängerung und wurde durch ihren bisherigen Stellvertreter Lesetja Kganyago beerbt.